# Павловка (Криворожский район)
Павловка (укр. Павлівка) — село, Лозуватская сельская община, Криворожский район, Днепропетровская область, Украина.
Код КОАТУУ — 1221881405. Население по переписи 2001 года составляло 14 человек.

## Географическое положение
Село Павловка находится на правом берегу реки Боковенька, выше по течению на расстоянии в 2 км расположено село Великофёдоровка, ниже по течению на расстоянии в 3 км расположен пгт Христофоровка.
Недалеко расположен стык границ Николаевской, Кировоградской  и Днепропетровской областей.